# Cadenet
Cadenet ist eine französische Gemeinde mit 4327 Einwohnern (Stand 1. Januar 2022) im Département Vaucluse in der Region Provence-Alpes-Côte d’Azur. Sie gehört zum Arrondissement Apt und ist Mitglied im Gemeindeverband Communauté Territoriale Sud-Luberon. Die Bewohner werden Cadenetiens und Cadenetiennes genannt.

## Geografie
Die Gemeinde Cadenet liegt in der Provence, etwa 16 Kilometer südsüdwestlich von Apt und etwa 24 Kilometer nordnordwestlich von Aix-en-Provence am Südabhang der Montagne du Luberon am Nordufer der Durance, die hier die Grenze zum Département Bouches-du-Rhône markiert. Das Gemeindegebiet gehört zum Regionalen Naturpark Luberon.
Umgeben wird Cadenet von den sieben Nachbargemeinden:
|                                        | Lourmarin                                   | Vaugines   |
| Puyvert                                | Kompassrose, die auf Nachbargemeinden zeigt | Ansouis    |
| La Roque-d’Anthéron (Bouches-du-Rhône) | Saint-Estève-Janson (Bouches-du-Rhône)      | Villelaure |

## Bevölkerungsentwicklung
| Jahr      | 1962 | 1968 | 1975 | 1982 | 1990 | 1999 | 2008 | 2018 |
| Einwohner | 2409 | 2401 | 2483 | 2640 | 3232 | 3883 | 4014 | 4192 |

## Sehenswürdigkeiten
- Ruine der Burg, die einen der Hauptdurchgänge der Durance kontrolliert und wahrscheinlich im 11. Jahrhundert von den ersten Herren von Cadenet gegründet wurde, seit 1947 als Monument historique eingeschrieben
- Pfarrkirche Saint-Étienne (14. und 16. Jahrhundert). Sie birgt zahlreiche Ausstattungsgegenstände, die in der Base Palissy gelistet sind. Kirche und Pfarrhaus sind seit 1981 in Teilen als Monument historique eingeschrieben, in weiteren Teilen seit 1990 klassifiziert

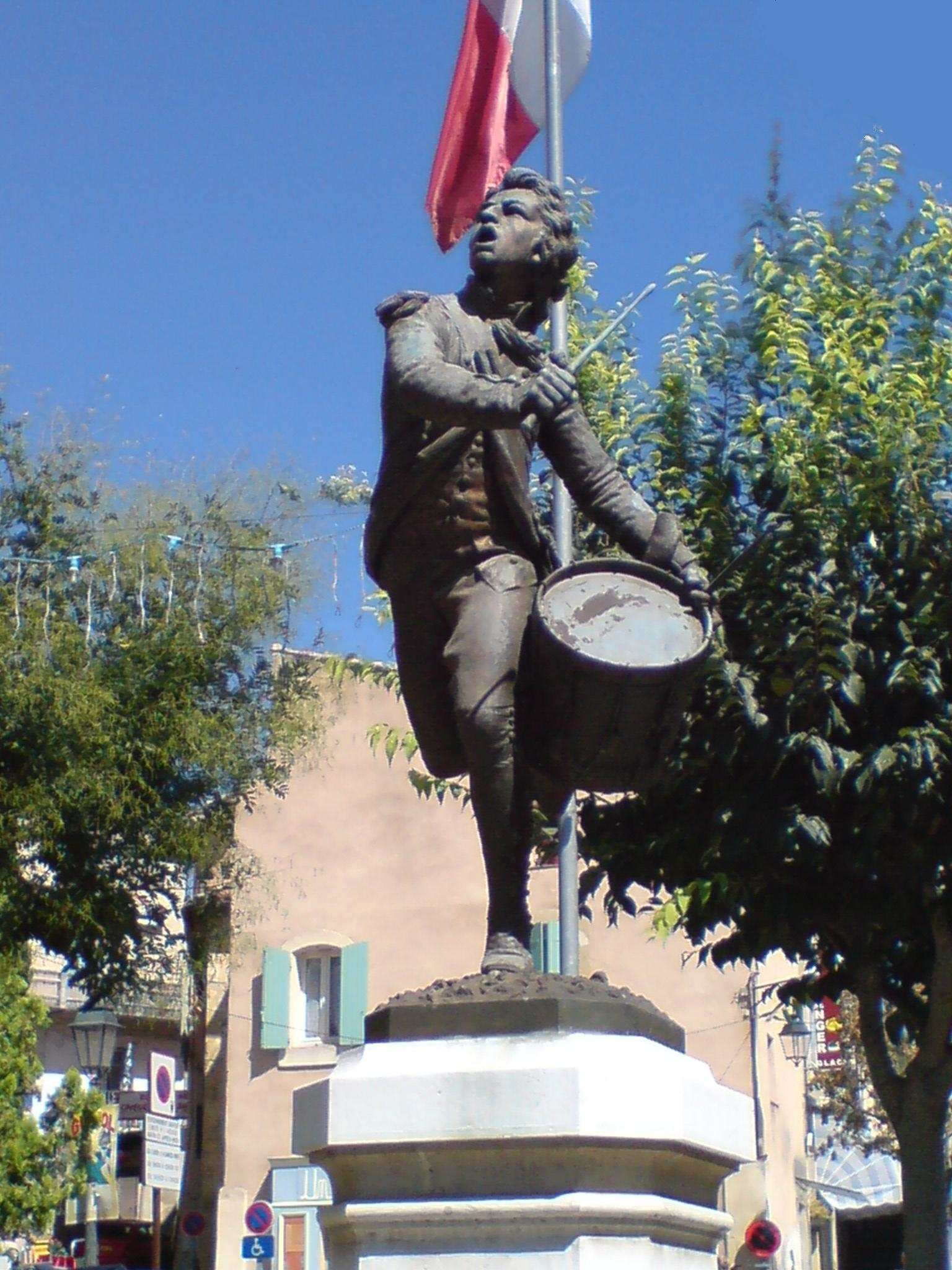
Denkmal für den Tambour d’Arcole

- Höhlenwohnungen oberhalb des Ortes, die Zuflucht für Waldenser im 16. Jahrhundert dienten und bis 1960 bewohnt waren
- Diese 1045 erwähnte ländliche Kapelle Notre-Dame des Anges in Les Vérunes wurde wahrscheinlich von der Abtei Saint-Victor von Marseille gegründet, die sie 1075 an die Abtei Saint-André de Villeneuve abtrat. Ganz in der Nähe der Gemeinde gelegen, zog sie im 12. und 13. Jahrhundert die Gläubigen von der Pfarrei ab. Die im 15. Jahrhundert verlassenen Prioratsgebäude verfielen, die Kapelle Notre-Dame-de-Vérunes blieb in sehr schlechtem Zustand. Anfang des 18. Jahrhunderts wurde sie teilweise restauriert.
- Konvent der Dominikaner, ab 1660 erbaut
- Kapelle des Büßerordens, errichtet 1732
- Belfried, genannt „Uhrenturm“, errichtet 1894/1895
- Mehrere Brunnen aus dem 16.–19. Jahrhundert
- Denkmal für den aus Cadenet stammenden André Estienne (1777–1837), des sogenannten „Trommlers von Arcole“, errichtet 1894, seit 2009 als Monument historique eingeschrieben
- Korbmachermuseum[1]

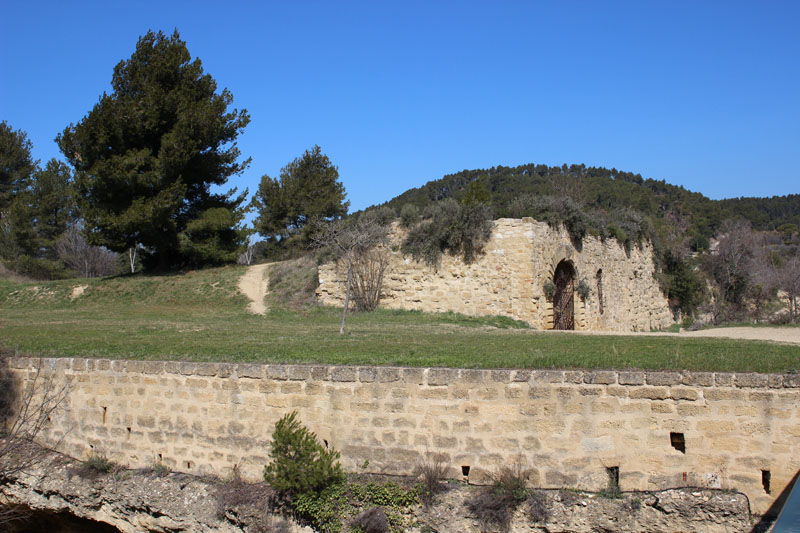
Burgruine
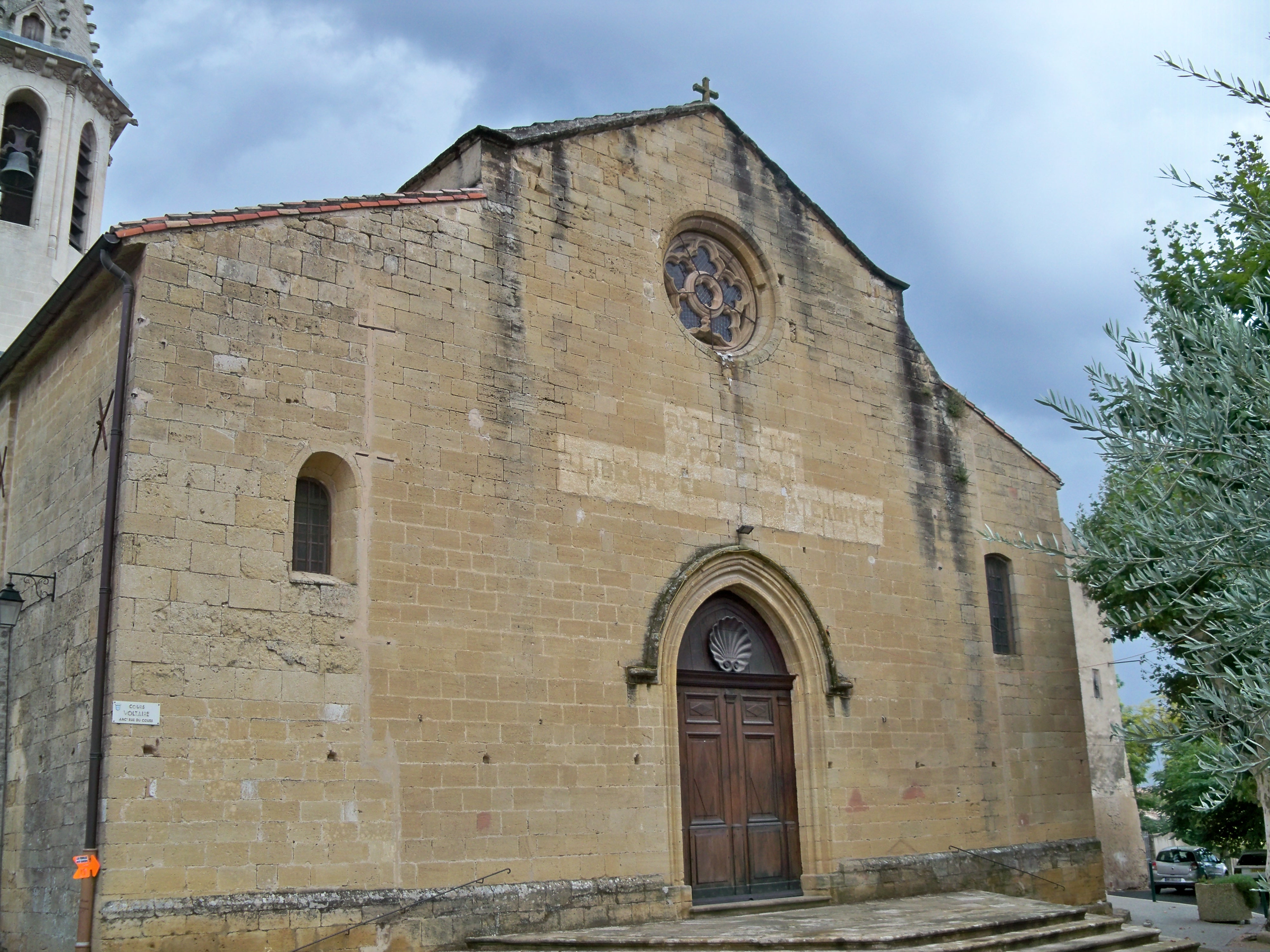
Pfarrkirche Saint-Étienne
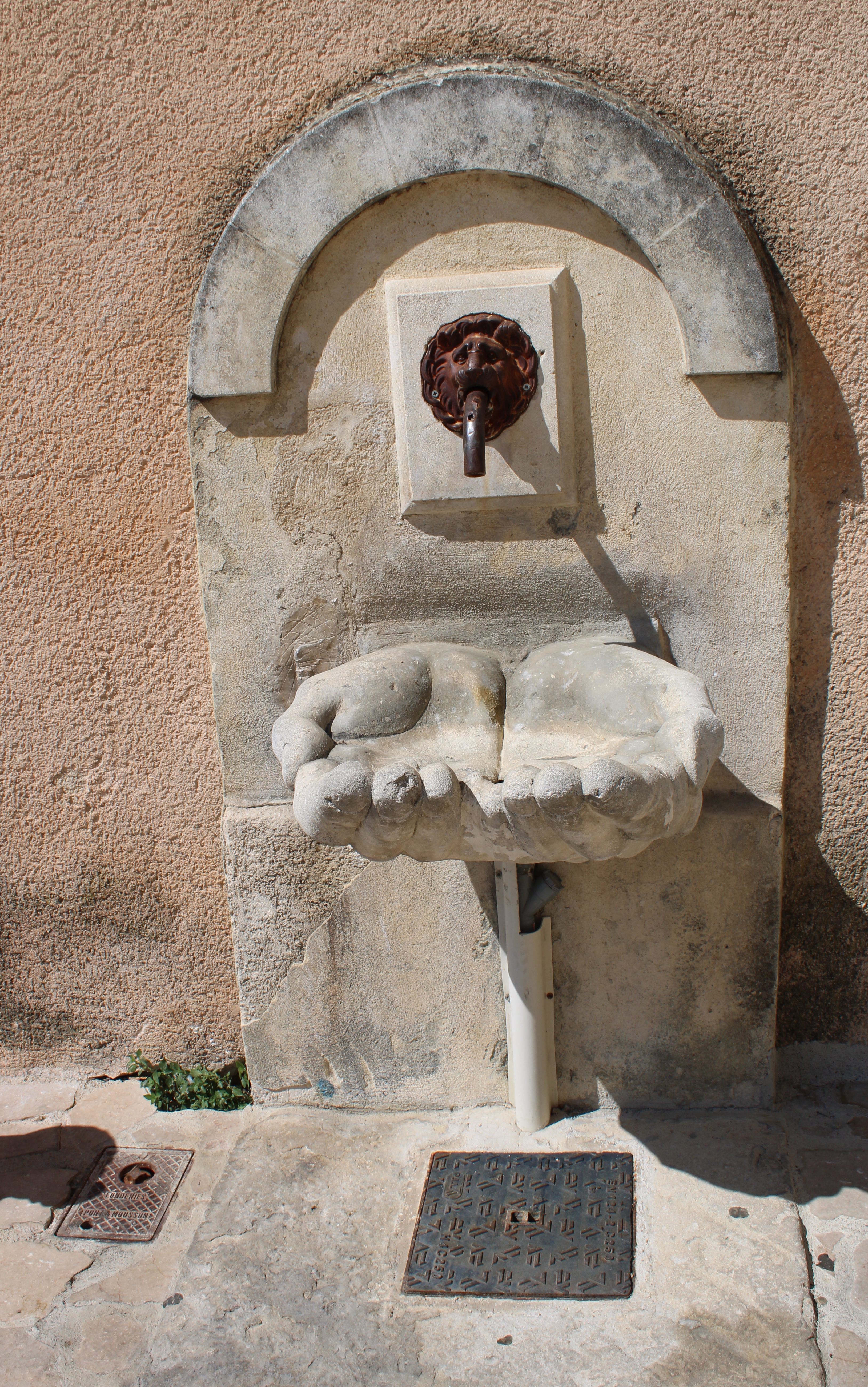
Brunnen

## Persönlichkeiten
- Troubadour Cadenet (* 1160), geboren in Cadenet
- Elzéar von Sabran (1285–1323), Herr von Cadenet, Heiliger
- André Estienne (1777–1837), Trommler in der frz. Armee, auch als Tambour d’Arcole bekannt
- Félicien-César David (1810–1876), Komponist, geboren in Cadenet

## Gemeindepartnerschaften
- Arcole (Italien)
- Varvari-Myrtia (Griechenland)